# Apex Chert
De Apex Chert of Apex Basalt Formation is een geologische formatie in het westen van Australië, in het noordoosten van het Pilbarakraton. De Apex Basalt Formation is onderdeel van de Warrawoona Group en is ongeveer 3,465 miljard jaar oud. Daarmee behoort ze tot het Paleoarcheïcum. De formatie is overwegend vulkanisch van aard, maar er komen laagjes hoornsteen ("chert") in voor die microscopisch kleine structuren van organisch materiaal bevatten. Deze structuren zijn geïdentificeerd als enkele van de oudste lichaamsfossielen van microben, maar die conclusie is niet algemeen geaccepteerd.

## Stratigrafie en lithologie
De Apex Basalt Formation bestaat hoofdzakelijk uit komatiiet en basalt. Deze vormen dikke lagen - gestolde lavastromen. Deze worden doorsneden door ganggesteente bestaande uit doleriet-dykes. De lavastromen wisselen af met dunne hoornsteenlaagjes die waarschijnlijk in of nabij hydrothermale bronnen zijn ontstaan. De ontstaanswijze van deze hoornsteen is niet goed bekend. Het kan zowel primair zijn (dat wil zeggen: ontstaan door neerslag van silica) als secundair (ontstaan door latere alteratie van sediment).
In de stratigrafische opeenvolging van de Panoramagroensteengordel in de oostelijke Pilbara ligt de Apex Basalt bovenop de Duffer Formation (voornamelijk felsische vulkaniet) of de Towers Formation (voornamelijk basaltlava). Bovenop de Apex Basalt Formation liggen felsische vulkanieten van de Panorama Formation.

## Omstreden microfossielen
In 1987 ontdekte de geoloog Bill Schopf dat in de hoornsteenlagen microscopisch kleine structuren van donker, organisch materiaal voorkomen die sterk lijken op staafvormige bacteriën. Volgens Schopf ging het om de (destijds) oudst bekende lichaamsfossielen ter wereld.
Niet alle paleontologen accepteren de conclusie dat de door Schopf ontdekte structuren microfossielen zijn. Martin Brasier denkt dat het om kleine calciet-concreties gaat. Een ander idee is dat het om fyllosilicaatmineralen gaat waarvan kristallen met koolstof bedekt zijn geraakt. Schopf heeft als verdediging aangetoond dat de chemische en isotopische compositie van het donkere organische materiaal overeenkomt met die van levende materie.